# Gondar (Amarante)
Gondar es una freguesia portuguesa del municipio de Amarante, con 9,63 km² de extensión y 1.693 habitantes (2001). Densidad: 175,8 hab/km².

## Historia
Fue señor de esta localidad Don Mendo de Gundar, caballero de Oviedo, que vino a Portugal con el conde Enrique de Borgoña, conde de Portugal en el siglo XII, al servicio de su esposa doña Teresa. Aparte de señor de Gondar también lo fue de São Salvador de Lafões. Fue también alcaide de Celorico de Basto y fundador del monasterio de Gondar. Murió en el municipio de Guestaço. Don Mendo de Gundar casó en Galicia don Doña Goda con la que tuvo seis hijos: Fernão Mendes de Gundar, Lourenço Mendes de Gundar, Egas Mendes de Gundar, Estevainha Mendes de Gundar, Loba Mendes y Urraca Mendes.

## Patrimonio histórico
- Iglesia vieja de Gondar.